# Autoginofilia
La autoginefilia o autoginofilia (del griego αὐτό 'uno mismo', γῦνή 'mujer' y φῖλία 'amor'; 'amarse a uno mismo como mujer') es un término acuñado por Ray Blanchard en 1989. Blanchard define autoginefilia como «la tendencia parafílica de un hombre que se excita sexualmente por el pensamiento o imagen de sí mismo como una mujer». Con anterioridad a los estudios de Blanchard, este comportamiento era denominado «fetichismo travesti».

## Características clínicas
Blanchard llegó a su teoría de la autoginefilia principalmente interpretando los relatos de mujeres trans. En una serie de estudios en el Instituto Clarke de Psiquiatría a fines de la década de 1980, entregó cuestionarios a pacientes con disforia de género, clasificando a los participantes como "heterosexuales", "asexuales", "bisexuales" u "homosexuales" según los resultados de dos cuestionarios, las Escalas de Androfilia Modificada y Ginofilia Modificada. Blanchard evaluó la autoginefilia preguntando sobre la excitación erótica en asociación con la fantasía de tener varios rasgos femeninos, como vulva o senos, y la fantasía de ser admirada como mujer por otra persona. Con base en los resultados, Blanchard escribe que los grupos "heterosexuales", "asexuales" y "bisexuales" resultaron ser más similares entre sí que cualquier otro grupo "homosexual", concluyendo que los transexuales no homosexuales, junto con travestis, compartieron una "historia de excitación erótica en asociación con el pensamiento o la imagen de uno mismo como mujer".
Se da en personas transgénero que fantasean y consiguen excitación sexual cuando se visten con ropa femenina o cuando adoptan posturas que consideran típicas de mujer. Algunos de ellos llevan a cabo el travestismo, la terapia de sustitución hormonal y la cirugía de reasignación de sexo. En este sentido, es esencial, como indica Álvarez-Gayou Jurgenson, diferenciar entre travestismo, transexualidad y transgénero. Para Michael Bailey, la autoginefilia es «un tipo de parafilia, es decir una preferencia sexual insólita, como el sadismo y masoquismo, froteurismo, necrofilia, zoofilia y pedofilia».

## Críticas
El concepto de autoginefilia ha sido criticado por asumir que solo las mujeres trans experimentan el deseo sexual mediado por su identidad de género. Julia Serano, activista trans, afirma que la autoginefilia es similar a la excitación sexual en mujeres cisgénero. Al menos dos estudios han probado la posibilidad de que las mujeres cisgénero también pueden experimentar autoginefilia. Jaimie Veale, psicóloga trans, y sus colegas informaron en 2008 que, a partir de una encuesta de mujeres cisgénero, se respaldaron con frecuencia elementos en versiones adaptadas de las escalas de autoginefilia de Blanchard, aunque las autoras afirmaron que es poco probable que estas mujeres experimentaran la autoginefilia de la forma en que Blanchard la conceptualizó. Moser creó una escala de autoginefilia para mujeres en 2009, basada en elementos utilizados para clasificar a personas trans como autoginefílicos en otros estudios. Se distribuyó un cuestionario que incluía la escala a una muestra de 51 mujeres profesionales empleadas en un hospital urbano; se devolvieron 29 cuestionarios completados para su análisis. Según la definición de tener excitación erótica alguna vez ante el pensamiento o la imagen de verse como una mujer, el 93% de las encuestadas serían clasificadas como "autoginefílicas". Utilizando una definición más rigurosa de excitación "frecuente" de elementos múltiples, el 28% se clasificarían como autoginefílicas. Mientras Blanchard afirmó que la autoginoefilia no ocurre en las mujeres, Moser escribió que ambos estudios encontraron que, usando medidas similares a las de Blanchard, un número significativo de mujeres cisgénero podrían ser clasificadas como autoginefílicas.